# Ipertesto

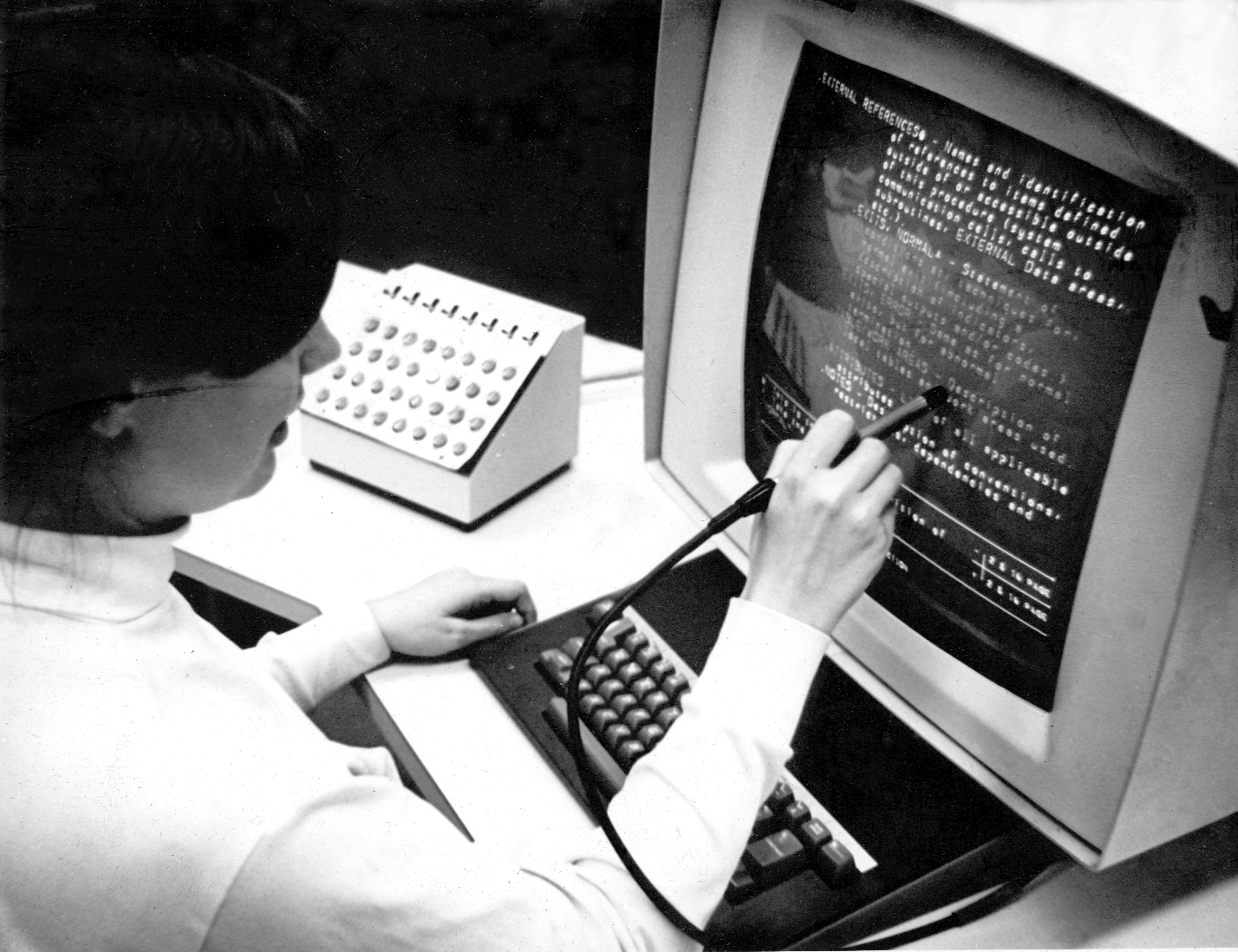
Prototipo di una console per la scrittura di ipertesti elettronici (Università Brown, 1969).

Un ipertesto è un insieme di documenti messi in relazione tra loro per mezzo di parole chiave: può essere visto come una rete con i singoli documenti che ne costituiscono i nodi. La caratteristica principale di un ipertesto è che la lettura può svolgersi in maniera non lineare: qualsiasi documento della rete può essere "il successivo", in base alla scelta del lettore di quale parola chiave usare come collegamento. È possibile, infatti, leggere all'interno di un ipertesto tutti i documenti collegati alla relativa parola chiave marcata. La scelta di una parola chiave diversa porta all'apertura di un documento diverso: all'interno dell'ipertesto sono possibili praticamente infiniti percorsi di lettura.
L'ipertesto informatico è la versione di ipertesto più usata e più diffusa. Il computer ha automatizzato il passaggio da un documento all'altro. I documenti sono leggibili a video grazie a un'interfaccia elettronica, le parole chiave in esso contenute appaiono marcate (sottolineate oppure evidenziate) in maniera da renderle riconoscibili (possono apparire anche sotto forma di icona o d'immagine). Selezionando o posizionandosi su tale parola o oggetto e facendo clic con il mouse oppure dando l'invio (se la navigazione è condotta sulla tastiera) si ottiene immediatamente l'apertura di un altro documento, che si può trovare sullo stesso server o altrove. Quindi le parole chiave funzionano come collegamenti ipertestuali (hyperlink in inglese), che consentono all'utente di navigare verso informazioni aggiuntive.
Dopo la nascita del World Wide Web (1991) l'ipertesto ha avuto un notevolissimo sviluppo. Tutto il web, infatti, è stato concepito dal suo inventore, l'inglese Tim Berners-Lee, come un ipertesto globale in cui tutti i siti mondiali possono essere consultati da tutti. La pagina web è il singolo documento e la "navigazione" è il passaggio da un sito all'altro tramite i "link" (ma anche da una pagina all'altra dello stesso sito o in un'altra parte della stessa pagina). L'interfaccia per visualizzare i siti web (e le pagine ipertestuali contenute) è il browser.

## Storia

### Precursori
Agostino Ramelli, ingegnere svizzero-italiano nato nel 1531, ideò la "ruota dei libri", un leggìo multiplo rotante, ideato per consentire l'agevole lettura contemporanea di più testi e che si può considerare una prima forma di ipertesto.
Nel 1929 il regista sovietico Sergej Michajlovič Ėjzenštejn nella prefazione di un suo libro si rammaricò di non potere raccogliere in un volume i suoi saggi in modo che fossero "percepiti tutti insieme simultaneamente" per "comparare ciascun saggio direttamente con gli altri, di passare dall'uno all'altro avanti e indietro". Per Ėjzenštejn l'unico tipo di libro in grado di soddisfare queste condizioni dovrebbe avere la forma di una sfera, "dove i settori coesistono simultaneamente in forma di sfera, e dove, per quanto lontani possano essere, è sempre possibile un passaggio diretto dall'uno all'altro attraverso il centro della sfera".
Un apporto importante per lo sviluppo dell'ipertesto viene dato dal gesuita padre Roberto Busa con il suo «Index Thomisticus», progetto iniziato nel 1949 col sostegno di Thomas Watson Sr., amministratore delegato della IBM. Col computer per applicazioni scientifiche 360/44 ed una stampante laser 2686, il tutto messogli a disposizione dall'IBM, padre Busa realizza in trent'anni di lavoro la prima grande opera fotocomposta tipograficamente per mezzo del computer: 56 volumi, per oltre 60 000 pagine e 11 milioni di parole riguardanti l'opera di San Tommaso d'Aquino. Con l'aiuto di Piero Slocovich, nel 1989 riesce ad ottenere una versione dell'Index sotto forma di ipertesto consultabile interattivamente e pubblicata su CD-ROM.

### Concetto di ipertesto e prime applicazioni
Il concetto di ipertesto è stato rivalutato dall'informatica, che se n'è interessata fin dalle sue origini. Nel 1945 l'ingegnere statunitense Vannevar Bush scrisse un influente articolo intitolato As We May Think ("Come potremmo pensare") nel quale descriveva un sistema di informazione interconnesso chiamato Memex. Molti esperti non considerano tuttavia il Memex un vero e proprio sistema ipertestuale. Nonostante ciò, il Memex è considerato la base degli ipertesti perché il saggio di Vannevar Bush influenzò direttamente Ted Nelson e Douglas Engelbart, universalmente riconosciuti come gli inventori dell'ipertesto.
Secondo Ted Nelson, che coniò il termine hypertext nel 1965, la definizione riveste un significato più ampio, coinvolgendo qualsiasi sistema di scrittura non lineare che utilizza l'informatica.
Nel 1980 il programmatore Bill Atkinson realizzò per la Apple HyperCard, un'applicazione software che gestiva in maniera semplice grandi quantità di informazioni sotto forma di testo o di immagini, dotato di un avanzato linguaggio di programmazione ipertestuale, HyperTalk. Malgrado fosse disponibile solo per la piattaforma MacOS, HyperCard divenne uno dei più diffusi sistemi di realizzazione di ipertesti prima dell'avvento del World Wide Web.
Nel 1989 Tim Berners-Lee, ricercatore inglese del CERN, inventò il World Wide Web con l'intento di dare una risposta alla necessità espressa dalla comunità scientifica di un sistema di condivisione delle informazioni tra diverse università e istituti di tutto il mondo. All'inizio del 1993 il National Center for Supercomputing Applications (NCSA) all'Università dell'Illinois rese pubblica la prima versione del loro browser Mosaic. Mosaic girava in ambiente X Window, popolare nella comunità scientifica, e offriva un'interfaccia di facile utilizzo. Il traffico web esplose, passando da soli 500 web server noti nel 1993 a oltre 10 000 nel 1994 dopo la pubblicazione della versione che girava sia in ambiente Windows che MacOS.

## Collegamenti ipertestuali
Il World wide web utilizza il linguaggio HTML (HyperText Markup Language) per definire all'interno del testo istruzioni codificate per il suo funzionamento.
Se una pagina del web contiene informazioni su una parola (o termine di qualsiasi natura) utilizzata su un nuovo documento HTML è possibile creare un legame, chiamato collegamento ipertestuale, tra questo nuovo documento e la pagina già esistente. Per esempio, nel caso di un indice, allo stesso modo è possibile indirizzare parole di un documento a parti del medesimo.
Se si seleziona con il mouse la parola sottolineata dal tag di rimando o collegamento si visualizza il testo che contiene la definizione o l'informazione aggiuntiva.

## Ipermedia
Con l'inserimento di contenuti da vari media diversi (multimedia) all'interno di un ipertesto, si è cominciato a utilizzare il termine ipermedia, per evidenziare appunto che il sistema non è composto di solo testo.
La combinazione di fonti informative diverse dal punto di vista del mezzo e della sostanza permette ai singoli di elaborare, attraverso l'ipermedia, della nuova informazione.

## Ipertesto letterario
Mentre nel campo tecnico e scientifico l'ipertesto si è rapidamente diffuso, tanto da diventare con il web uno strumento indispensabile in questi settori, nel campo letterario è invece rimasto confinato ad ambiti prevalentemente sperimentali. La narrativa si è infatti finora basata sul sistema sequenziale, lineare, di pagine di un libro stampato. La possibilità data da un ipertesto di poter accedere in qualsiasi momento a percorsi di lettura diversi appare attraente ma, con l'aumentare della complessità del sistema, tende a disorientare il lettore e può stridere con molte delle convenzioni narrative.
La diffusione dell'ipertesto letterario e narrativo in Italia, a partire dalla metà degli anni ottanta, ha tendenzialmente cercato di ampliare il dibattito sulle specificità semiotiche dell'ipertesto in relazione alle sue finalità più puramente espressive.
Ipertestualisti come Miguel Ángel García e Filippo Rosso rappresentano alcuni casi isolati di uno scenario ancora prevalentemente nascosto.
Il lavoro di questi ultimi, peraltro, pone domande aperte sulla percorribilità effettiva di una futura canonizzazione dell'ipertesto su scala internazionale.

## Iperfilm
L'Iperfilm è un film con struttura ipertestuale o un ipertesto con lessie filmiche. Il fruitore sceglie da quale punto di vista proseguire la visione degli eventi. Il primo iperfilm italiano è stato realizzato dal regista Luigi Maria Perotti, il prof. Pier Giuseppe Rossi e l'ing. Marco Marziali. Il progetto dal titolo Farina Stamen fu prodotto dall'Università di Macerata. Tradizionalmente, una narrazione propone al lettore una sorta di viaggio guidato dall'autore. Presuppone dunque un autore molto attivo, impegnato a predisporre il percorso della narrazione e le sue tappe, lungo le quali accompagnare il lettore. E presuppone un lettore disposto a farsi accompagnare lungo il percorso che l'autore ha preparato per lui. Il Novecento ci ha insegnato che questo percorso può non essere facile, può rinunciare alle rassicuranti unità aristoteliche di tempo, luogo e azione. Attraverso l'iperfilm si rinuncia all'idea stessa di un percorso, narrando in maniera diversa.

## L'ipertesto in letteratura
In letteratura con il termine ipertesto Gérard Genette individua una delle cinque categorie di architestualità: un ipertesto è un testo B legato a un testo precedente A (ipotesto) non tanto da legami di citazione o commento, quanto da trasformazioni dirette (come nel caso dell'Ulisse di Joyce rispetto all'Odissea di Omero), o indirette e più complesse (o imitazioni), come nel caso dell'Eneide di Virgilio rispetto alla stessa Odissea.
In campo informatico, secondo una definizione riassunta da Marco Lazzari l'ipertesto è un testo digitale composto da più parti, le quali vengono denominate nodi o parole chiave o lessìe o blocchi di testo, che sono messi in relazione gli uni con gli altri per mezzo di connessioni digitali, dette collegamenti. I collegamenti definiscono una struttura reticolare del testo digitale, che determina il modo con il quale è possibile fruire l'ipertesto attraverso una forma di lettura non lineare detta navigazione (ipertestuale). L'ipertesto è legato a un autore o a un gruppo di autori che hanno scritto (ipertestualizzazione ex novo) oppure scelto (ipertestualizzazione ex post) i testi e li hanno collegati fra loro.
Ciò che l'utente vede nell'interfaccia digitale è quello che Giulio Lughi chiama testo superficiale, ottenuto dall'interpretazione del testo profondo, cioè della descrizione informatica del testo che, per quanto riguarda le pagine Web, è fatta con il linguaggio di marcatura HTML.
Secondo Alessandro Perissinotto i blocchi di testo degli ipertesti godono delle proprietà designate da Ducrot e Todorov come «autonomia» (i blocchi non hanno bisogno di altri enunciati per compiere la propria funzione comunicativa) e «chiusura» (nessun altro enunciato è pertinente al messaggio proposto dal blocco).